# Alberto (cardinal)
Pour les articles homonymes, voir Alberto.
Alberto  (né à Monte Sacrato, près de Lucques en Toscane, et mort en 1156) est un cardinal italien du XIIe siècle. 
Le pape Eugène III le crée cardinal lors du consistoire de  1151.